# ليلي إنغستروم
ليلي إنغستروم (بالسويدية: Lilly Engström)‏ هي تربوية سويدية، ولدت في 9 نوفمبر 1843، وتوفيت في 24 سبتمبر 1921.